# Happy Merchant
Happy Merchant (in italiano Mercante felice, conosciuto anche come Jew-bwa-ha-ha.gif) è il nome comune di una caricatura di un uomo ebreo dai lineamenti fisici fortemente stereotipati. L’immagine è presente nella nuova iconografia antisemita, usata soprattutto on-line dai suprematisti bianchi e dall’estrema destra. La figura viene spesso usata su siti internet del genere imageboard (come 4chan), basati prevalentemente sull'anonimato dell'utente che carica il file multimediale, o in social media, dove l'antisemitismo e l'incitamento all'odio razziale sono ammessi.

## Storia
L'immagine fu disegnata per la prima volta dal fumettista conosciuto con lo pseudonimo di A Wyatt Mann (un gioco di parole di A white man (Un uomo bianco)), noto per la produzione di cartoni animati dai contenuti fortemente razzisti, antisemiti e omofobi. Tuttavia già dal 2015, l'intera l'attività creativa di A Wyatt Mann, compresa la vignetta Happy Merchant, fu attribuita al disegnatore americano Nick Bougas.
L'immagine inizialmente faceva parte di una illustrazione che includeva anche il disegno di un uomo di colore e diceva: A world without Jews and blacks would be like a world without rats and cockroaches (Un mondo senza ebrei e neri sarebbe come un mondo senza topi e scarafaggi).
La vignetta è stata pubblicata per la prima volta in formato cartaceo, ma già dal febbraio del 2001 fu carica in rete.
Happy Merchant è divenuto pressoché onnipresente nella recente iconografia dei suprematisti bianchi antisemiti. Da una ricerca del 2018 è apparso che, di tutti i meme postati nelle varie comunità online di estrema destra, l'immagine non solo è la più visualizzata, ma anche la più condivisa.
Nel maggio 2017 l'account twitter di Al Jazeera in lingua inglese, postò inspiegabilmente il meme Happy Merchant, tuttavia il tweet fu cancellato poco dopo.

## Descrizione
L'immagine è una raffigurazione fortemente dispregiativa del popolo ebraico che utilizza molti stereotipi i quali includono:
- un grande naso adunco, è uno stereotipo etnico solitamente esagerato[10];
- il copricapo ebraico;
- un sorriso malevolo e le mani che si sfregano che stanno a indicare un'indole avida;
- capelli neri con incipiente calvizie;
- barba lunga nera.